# 1979 en combiné nordique
| Années du combiné nordique : 1976 - 1977 - 1978 - 1979 - 1980 - 1981 - 1982    |
| Décennies du combiné nordique : 1940 - 1950 - 1960 - 1970 - 1980 - 1990 - 2000 |

Cette page reprend les résultats de combiné nordique de l'année 1979.

## Festival de ski d'Holmenkollen
L'épreuve de combiné de l'édition 1979 du festival de ski d'Holmenkollen fut remportée par le Suisse Karl Lustenberger devant les Finlandais Rauno Miettinen et Jouko Karjalainen.

## Jeux du ski de Lahti
L'épreuve de combiné des Jeux du ski de Lahti 1979 fut remportée par un coureur finlandais, Jouko Karjalainen,
devant le Suisse Karl Lustenberger. Le Finlandais Rauno Miettinen est troisième.

## Jeux du ski de Suède
L'épreuve de combiné des Jeux du ski de Suède 1979 fut remportée par le coureur est-allemand Ulrich Wehling devant les Norvégiens Tom Sandberg et Hallstein Bøgseth.

## Coupe de la Forêt-noire
La coupe de la Forêt-noire 1979 fut remportée par le Finlandais Jorma Etelälahti.

## Championnat du monde juniors
Le Championnat du monde juniors 1979 a eu lieu à Mont Sainte-Anne, au Canada.
Il a couronné le champion du monde juniors en titre, l'Allemand de l'Ouest Hermann Weinbuch, devant ses compatriotes Martin Schartel et Hubert Schwarz.

## Championnats nationaux

### Championnats d'Allemagne
En Allemagne de l'Est, l'épreuve du championnat d'Allemagne de combiné nordique 1979 fut remportée par Ulrich Wehling ; c'était là son sixième et dernier titre national. Günter Schmieder se classe deuxième tandis que Andreas Langer est troisième.
Les résultats du championnat d'Allemagne de l'Ouest de combiné nordique 1979 manquent.

### Championnat d'Estonie
Le Championnat d'Estonie 1979 s'est déroulé à Otepää. Il fut remporté par Tiit Tamm, dont c'est là le troisième et dernier titre national après ceux de 1975 et de 1977. Il s'impose devant le champion en titre, Kalev Aigro. Lembit Tagel est troisième.

### Championnat des États-Unis
Les résultats du championnat des États-Unis 1979 sont incomplets ; il a été remporté par 'Mike Devecka (de).

### Championnat de Finlande
Les résultats du championnat de Finlande 1979 sont incomplets ; il a été remporté par Jorma Etelälahti .

### Championnat de France
Les résultats du championnat de France 1979 sont incomplets ; il a été remporté par Éric Lazzaroni.

### Championnat d'Islande
Le championnat d'Islande 1979 fut remporté par Björn Þór Ólafsson.

### Championnat d'Italie
Le championnat d'Italie 1979 fut remporté par Franco Piussi. Il s'impose devant le champion sortant, Francesco Giacomelli. Enrico Fauner est troisième.

### Championnat de Norvège
Le champion de Norvège 1979 est Tom Sandberg. Il s'impose devant Hallstein Bøgseth et Arne Morten Granlien.

### Championnat de Pologne
Le championnat de Pologne 1979 fut remporté par le champion en titre, Stanisław Kawulok, du club ROW Rybnik.

### Championnat de Suède
Le championnat de Suède 1979 a distingué Martin Rudberg, du club Nedansjö IK (sv). Le titre des clubs ne fut pas décerné.

### Championnat de Suisse
Le champion de Suisse 1979 est Karl Lustenberger. Il s'impose devant Ernst Beetschen et Toni Schmid.